# Erimystax cahni
Erimystax cahni är en fiskart som först beskrevs av Hubbs och Crowe, 1956.  Erimystax cahni ingår i släktet Erimystax och familjen karpfiskar. IUCN kategoriserar arten globalt som sårbar. Inga underarter finns listade i Catalogue of Life.